# 徐炎钧案
徐炎钧案，是首位被引渡到美国受审的中国间谍案。徐炎钧是江苏省国安厅的人员，遭控两项阴谋和企图从事经济间谍活动罪，一项阴谋盗窃商业秘密罪，和两项企图盗窃商业秘密罪，2022年11月被美国辛辛那提联邦法院判处有期徒刑20年。
徐炎钧从2003年开始在国家安全部工作，经过六次晋升后成为江苏省国安厅六处的副处长。他以江苏省国际科技发展协会副主任曲辉的身份掩護，與辛辛那提通用电气航空的一名工程师取得聯絡，竊取通用电气航空的商業機密。在联邦调查局的安排下，2018年該工程师約徐炎钧在比利时布鲁塞尔会面轉交情報，比利时联邦警察當場逮捕了徐炎钧，之後引渡到美国受审。
2018年10月11日，中国官媒《环球时报》發表社評《美降低“间谍”认定门槛将害人害己》，聲稱只要徐炎钧的活動是公開的，就不算间谍行为。
2024年11月27日，中美兩國達成囚犯交換協議，美方釋放徐炎钧、紀超群等3名被美方拘留的中國人，中方亦釋放梁成運等3名人士。

## 外部連結
- Case: 1:18-cr-00043-TSB UNITED STATES OF AMERICA, Plaintiff, vs, YANJUN XU, a/k/a Xu Yanjun, a/k/a Qu Hui, a/k/a Zhang Hui, Defendant. （页面存档备份，存于）